# Dommens Dag
Dommens Dag er en dansk stumfilm fra 1918 med instruktion og manuskript af Fritz Magnussen.

## Handling
Denne artikel mangler et handlingsreferat. Hjælp os med at skrive det.

## Medvirkende
- Olaf Fønss - Baron van Straeten, kaldet "Tigeren"
- Henry Seemann - Leo Armin, købmand
- Augusta Blad - Helene, Armins kone
- Valdemar Møller - Wolf, van Straetens sekretær
- Philip Bech - Dødens staldbroder
- Gudrun Bruun Stephensen - Evelyn, van Straetens første kone
- Ellen Dall - Maggi, van Straeten og Evelyns datter
- Aage Hertel - Luigi d'Aostra, bankier
- Helen Gammeltoft - Irene, d'Aostras datter
- Karen Lund - "Kulsort", sigøjnerkone